# Marcel Hansenne

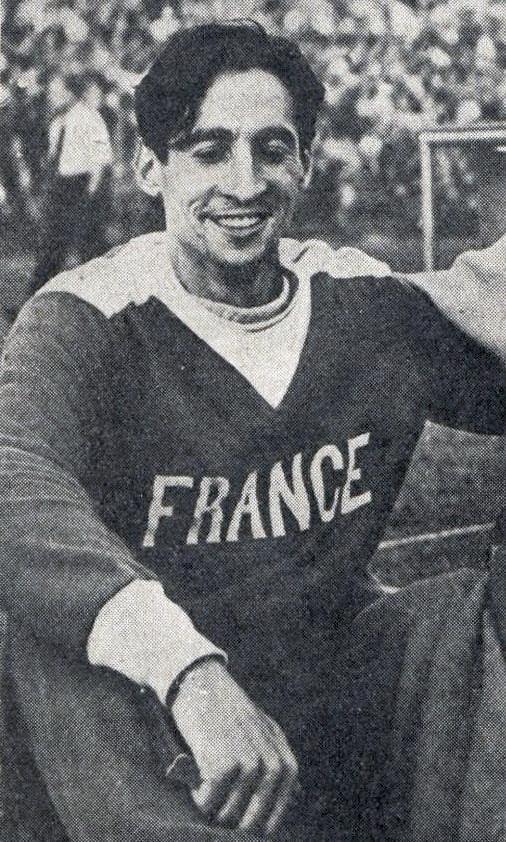
Marcel Hansenne (1946)

Marcel Hansenne (* 24. Januar 1917 in Tourcoing; † 22. März 2002 in Fourqueux, heute: Saint-Germain-en-Laye) war ein französischer Mittelstreckenläufer, der in den Jahren nach dem Zweiten Weltkrieg einer der Schnellsten über 800 Meter war.

## Leben
Als Schüler hatte Hansenne in Nordfrankreich Basketball bis zu seinem 18. Lebensjahr gespielt. 1939 war er zum ersten Mal in der französischen Nationalmannschaft an den Start gegangen (insgesamt bis 1950 22-mal). Bei den Europameisterschaften 1946 in Oslo gewann er in 1:51,2 Minuten Bronze hinter dem Schweden Rune Gustafsson und dem Dänen Niels Holst-Sørensen. 1948 verbesserte er den französischen Rekord auf 1:48,3 Minuten, bis dahin war nur Rudolf Harbig 1939 bei seinem Weltrekord schneller gelaufen. Damit war Hansenne in einer Favoritenposition für die Olympischen Spiele in London. Da Hansenne aber kein guter Spurter war, musste er sich im Londoner Finale dem US-Amerikaner Mal Whitfield und dem Jamaikaner Arthur Wint beugen und gewann in 1:49,8 Minuten die Bronzemedaille. Im Finale über 1500 Meter wurde Hansenne Elfter. Drei Wochen nach den Olympischen Spielen, am 27. August 1948, versuchte Hansenne in Göteborg den Weltrekord im 1000-Meter-Lauf zu brechen. Sein Landsmann Jean Vernier machte das Tempo, und Hansenne lag bei den Durchgangszeiten deutlich unter dem Weltrekord von Rune Gustafsson. Auf den letzten 200 Metern konnte Hansenne dann das Tempo nicht durchhalten und stellte in 2:21,4 Minuten den Weltrekord nur ein.
Bei den Europameisterschaften 1950 in Brüssel gewannen der Norweger Audun Boysen, Hansenne und der Brite Roger Bannister ihre Vorläufe. Im Finale begann Boysen mit hohem Tempo und setzte sich in der ersten Runde mehrere Meter von den anderen Läufern ab. Nach sechshundert Metern verließen Boysen die Kräfte und die beiden Engländer Bannister und John Parlett zogen in der Schlusskurve an ihm vorbei. Auf der Zielgeraden stürmte Hansenne von hinten heran, erreichte aber nur noch Bannister. Parlett gewann mit Meisterschaftsrekord von 1:50,5 Minuten und 0,2 Sekunden Vorsprung vor Hansenne und Bannister. Boysen wurde letztlich Fünfter.
Hansenne startete 22-mal international für Frankreich. Über 800 Meter gewann er neun Meistertitel (1939, 1941–1945, 1947, 1948 und 1950), über 1500 Meter siegte er dreimal (1943, 1945 und 1946). Marcel Hansenne war als aktiver Sportler 1,83 m groß und wog 72 kg.
Ab 1944 arbeitete Hansenne im Hauptberuf bei der französischen Sportzeitung L’Équipe. Von 1970 bis 1982 war er dort Chefredakteur.
Hansenne trainierte nach dem Intervallprinzip von Woldemar Gerschler, das dieser zuvor bei Rudolf Harbig erfolgreich angewandt und propagiert hatte.

## Bestzeiten
- 800 Meter: 1:48,3 Minuten (1948)
- 1000 Meter: 2:21,4 Minuten (1948)
- 1500 Meter: 3:47,4 Minuten (1949)